# Dick Clark (politikus)
Dick Clark (Linn megye, 1928. szeptember 14. – Washington, 2023. szeptember 20.) az Amerikai Egyesült Államok szenátora (Iowa, 1973–1979).